# Кунгэльв
Кунгэльв или Кунгельв (швед. Kungälv) — город в Швеции в лене Вестра-Гёталанд, административный центр коммуны Кунгэльв.
Население — 21 139 человек.
Расположен в 20 км к северу от Гётеборга, на северном рукаве Нордре-Эльв реки Гёта-Эльв. В городе находится головной офис компании Göteborgs Kex, занимающей в Скандинавии лидирующие позиции среди производителей печенья.
В 1135 году князь поморских славян (вендов) Ратибор I предпринял поход в Норвегию и разграбил город Конунгахелла. Город был захвачен и сожжён силами принца Ратибора, которому помогал флот из 550 кораблей с кавалерией на борту (каждый из которых содержал сорок четыре человека и двух лошадей). Согласно «Хеймскрингле» Снорри Стурлусона, славяне превратили город в руины, убили большую часть населения, большую часть выживших в качестве рабов увезли в Щецин, после чего город так и не восстановился.
Бывшее поселение на месте en:Kungahälla было сожжено в 1612 году.
Кунгэльв возник на своём нынешнем месте в 1680 году после того, как в 1676 году в ходе датско-шведской войны сгорел его предшественник "Гамла-Кунгэльв". С середины XVIII века город получил толчок к развитию благодаря увеличившейся ловле сельди. Начиная с 1950 года наблюдается постепенная интеграция Кунгэльва с Гётеборгом.

## Спорт
В городе базируется клуб по хоккею с мячом Кунгэльв, выступающий на арене Скарпе Нурд.